# 奥伊纳姆
奥伊纳姆（Oinam），是印度曼尼普尔邦Bishnupur县的一个城镇。总人口6275（2001年）。

## 人口
该地2001年总人口6275人，其中男性3084人，女性3191人；0—6岁人口811人，其中男443人，女368人；识字率61.58%，其中男性为72.47%，女性为51.05%。